# 1951-es magyar tekebajnokság
Az 1951-es magyar tekebajnokság a tizenharmadik magyar bajnokság volt. A férfiak bajnokságát március 17. és 18. között, a nőkét március 18-án rendezték meg Kecskeméten, az Első Kecskeméti Konzervgyár, a Dózsa és az Építők pályáján.

## Eredmények
| Versenyszám  | Arany                             | Arany | Ezüst                             | Ezüst | Bronz                            | Bronz |
| ------------ | --------------------------------- | ----- | --------------------------------- | ----- | -------------------------------- | ----- |
| Férfi egyéni | Boros Ferenc Szombathelyi Bőrgyár | 854   | Sipos Baranya megye               | 847   | Nyuli Imre VL Kistext            | 845   |
| Női egyéni   | Ballagó Gézáné Fáklya Antenna     | 408   | Vancsay Lajosné Bács-Kiskun megye | 402   | Botos Józsefné Bács-Kiskun megye | 400   |